# Блекпульський трамвай
53°46′41″ пн. ш. 3°03′26″ зх. д. / 53.7781° пн. ш. 3.05728° зх. д.
Блекпульський трамвай (англ. Blackpool Tramway) — трамвайна мережа у курортному місті Блекпул (Велика Британія). Мережа Блекпульського трамвая має кілька особливостей, що роблять її унікальною:
- Трамвай у Блекпулі був першою електричною трамвайною мережею у Великій Британії.
- Трамвай у Блекпулі — єдина трамвайна система Великої Британії, що пережила хвилю закриттів в 1930-х — 1960-х років.
- Трамвай у Блекпулі — одна з усього трьох трамвайних мереж у світі, що використовують двоповерхові трамваї (інші дві — Гонконзька та Александрійська), і єдина така в Європі.

Щорічно трамвай в Блекпулі перевозить 6,5 млн пасажирів.

## Історія
Електричний трамвай було введено в експлуатацію у Блекпулі 29 вересня 1885. Пускову дільницю прокладено приморським променадом, між вулицями Кокер-стріт та Дін-стріт. Лінія по променаду продовжувалася в 1895 і 1897 роках. Спочатку використовувався струмознімач від третього рейки, в 1899 році його було замінено на струмознімач від контактного проводу. Від початку руху курсувало 10 одиниць рухомого складу.
Спочатку експлуататором трамвайної лінії була Blackpool Electric Tramway Company, від 1892 року мережу експлуатувала Blackpool Corporation.
Мережу продовжували розширювати в 1900, 1901, 1902 і 1903 роках.
В 1920 році до складу Blackpool Corporation увійшла компанія Blackpool & Fleetwood Tramroad Company, якій належала трамвайна лінія завдовжки 8 миль, що була прокладена від Північного вокзалу до Флітвуда, і підходила до моря в районі площі Гінн-сквер. Ця лінія була побудована в 1898 році. Для обслуговування цієї лінії було споруджено три депо.
Трамвайна мережа розширювалася в останній раз в 1926 році (уздовж променаду Саут-променад від Плежа-біч до Кліфтон-драйв, на початок ХХІ сторіччя перейменованого на Старр-гейт).
В 1936 році мережу почали скорочувати, кампанія скорочення тривала до 1966 року. Дільниці мережі закривали в 1936, 1961, 1963 та 1966 роках. Після цієї кампанії закриттів від мережі залишили тільки одну лінію, що прокладена уздовж морського берега, по променаду.
Через брак коштів мережа протягом довгого часу не модернізувалася, рухомий склад не оновлювався. Проте через це лінія є діючим музеєм, популярним серед туристів.
1 лютого 2008 року було оголошено, що уряд погодився надати 60,3 млн фунтів стерлінгів, на модернізацію мережі, Рада Блекпула та Рада округу Ланкашир також мали профінансувати по 12,5 мільйонів фунтів стерлінгів. В 2012 році було закуплено 16 трамваїв Bombardier Flexity 2
6 листопада 2011 року став останнім днем експлуатації історичного рухомого складу. Мережу знову відкрили 4 квітня 2012 року, з новим рухомим складом — Flexity 2 забезпечували повсякденні послуги. Історичний рухомий склад зберігається у Депо Ригбі-роуд, поблизу Манчестер-сквер.

## Рухомий склад
| Тип       | Фото | Швидкість (макс) | Кіл-сть | Рік будівництва         |
| --------- | ---- | ---------------- | ------- | ----------------------- |
| Flexity 2 |      | 70 км/год        | 18      | 2010–2012, 2017         |
| Balloon   |      | 70 км/год        | 15      | 1934 (працював до 2011) |